# Love Yourself: Answer
Love Yourself: Answer (właśc. LOVE YOURSELF 結 'Answer') – druga kompilacja południowokoreańskiej grupy BTS, wydana 24 sierpnia 2018 roku przez Big Hit Entertainment.
Album został wydany w czterech wersjach: „S”, „E”, „L” i „F”, promował go singel „Idol”. Z dniem 24 lipca płyta otrzymała ponad 1,5 mln zamówień, według Big Hit Entertainment, pokonując wynik poprzedniej płyty. Album zawiera dwadzieścia pięć utworów, w tym siedem nowych piosenek. Większość z nich pochodzi z płyt Love Yourself: Her i Love Yourself: Tear. Zdobył certyfikat 2xMillion w kategorii albumów.

## Tło i promocja
Płyta została zapowiedziana 16 lipca 2018 roku jako repackage album, a dzień później poinformowano, że album będzie zawierał siedem nowych utworów. Love Yourself: Answer został zaprojektowany jako finał serii „Love Yourself”, której częścią były krótkometrażowy film Love Yourself 起 Wonder, minialbum Love Yourself 承 Her oraz album Love Yourself 轉 'Tear, tworzącą kompozycję opowiadania kishōtenketsu (jap. 起承轉結).
Zdjęcia promocyjne przedstawiające cztery różne motywy zostały opublikowane 13 sierpnia (wersje „S” i „E”) i 16 sierpnia (wersje „L” i „F”). Wersja „S” zawierała elementy inspirowane new romantic, z członkami zespołu wewnątrz czerwonych pudełek. Koncepcja wersji „E” zawierała jasne pastele, z członkami zespołu zamkniętymi w bańkach wypełnionych fantastycznymi elementami natury. Wersja „L” zawierała czarno-białe obrazy, kolażowane z kontrastującymi jasnymi fotografiami. Oficjalna lista utworów została opublikowana 20 sierpnia, ujawniając, że wydawnictwo będzie albumem kompilacyjnym zawierającym utwory z Love Yourself: Her i Love Yourself: Tear, zawierając 25 utworów. Lista utworów ujawniła także, że na płycie znajdą się zremiksowane wersje poprzednich singli BTS: „MIC Drop” i „Fake Love”. 22 sierpnia 2018 roku został opublikowany zwiastun piosenki „Idol”. 24 sierpnia, na dwie godziny przed wydaniem Love Yourself: Answer, Big Hit Entertainment ogłosiło, że alternatywna wersja głównego singla z udziałem Nicki Minaj zostanie włączona do cyfrowej wersji albumu.

## Lista utworów
| CD 1 | CD 1 | CD 1 | CD 1                        | CD 1    |
| Nr   | Tytuł utworu | Słowa i muzyka | Produkcja                   | Długość |
| ---- | --- | --- | --------------------------- | ------- |
| 1.   | „Euphoria” (wyk. Jungkook)                                                                                                 | Jordan "DJ Swivel" Young, Candace Nicole Sosa, Melanie Joy Fontana, ”hitman” bang, Supreme Boi, Adora, RM                                                        | Jordan "DJ Swivel" Young    | 3:49    |
| 2.   | „Trivia 起: Just Dance” (wyk. J-Hope)                                                                                      | J-Hope, Hiss noise | Hiss noise                  | 3:45    |
| 3.   | „Serendipity” (full length edition) (wyk. Jimin)                                                                           | "hitman" bang, Ashton Foster, Ray Michael Djan Jr., RM, Slow Rabbit                                                                                              | Slow Rabbit                 | 4:37    |
| 4.   | „DNA” | Pdogg, "hitman" bang, KASS, Supreme Boi, Suga, RM | Pdogg                       | 3:43    |
| 5.   | „Bojogae” (kor. 보조개, ang. Dimple) (wyk. Jin, Jimin, V, Jungkook)                                                        | Matthew Tishler, Allison Kaplan, RM | Matthew Tishler, Crash Cove | 3:16    |
| 6.   | „Trivia 承: Love” (wyk. RM)                                                                                                | Hiss noise, RM, Slow Rabbit | Slow Rabbit                 | 3:46    |
| 7.   | „Her” (wyk. RM, Suga, J-Hope)                                                                                              | Suga, Slow Rabbit, RM, J-Hope | Suga, Slow Rabbit           | 3:49    |
| 8.   | „Singularity” (wyk. V) | Charlie J. Perry, RM | Charlie J. Perry            | 3:17    |
| 9.   | „Fake Love” | Pdogg, "hitman" bang, RM | Pdogg                       | 4:02    |
| 10.  | „Jeonhaji mot-han jinsim” (kor. 전하지 못한 진심, ang. The Truth Untold) (feat. Steve Aoki) (wyk. Jin, Jimin, V, Jungkook) | Steve Aoki, Roland Spreckley, Jake Torrey, Noah Conrad, Annika Wells, RM, Slow Rabbit                                                                            | Steve Aoki                  | 4:02    |
| 11.  | „Trivia 轉: Seesaw” (wyk. Suga)                                                                                            | Slow Rabbit, Suga | Slow Rabbit, Suga           | 4:06    |
| 12.  | „Tear” (wyk. RM, Suga, J-Hope)                                                                                             | DOCSKIM, Shin Myung-soo, Suga, RM, J-Hope | DOCSKIM                     | 4:45    |
| 13.  | „Epiphany” (wyk. Jin) | "hitman" bang, Slow Rabbit, ADORA | Slow Rabbit                 | 4:00    |
| 14.  | „I'm Fine” | Ashton Foster, Candance Nicole Sosa, J-Hope, Jordan "DJ Swivel" Young, Lauren Dyson, Pdogg, Ray Michael Djan, RM, Samantha Harper, Suga, Yoon Guitar, Jung Bobby | Pdogg                       | 4:00    |
| 15.  | „Idol” | "hitman" bang, Ali Tamposi, RM, Roman Campolo, Supreme Boi | Pdogg                       | 3:43    |
| 16.  | „Answer: Love Myself” | Ashton Foster, Candace Nicole Sosa, Conor Maynard, J-Hope, Jordan "DJ Swivel" Young, Pdogg, Ray Michael Djan, RM, Suga, Jung Bobby                               | Pdogg                       | 4:11    |

| CD 2 | CD 2                                                       | CD 2 | CD 2                                      | CD 2    |
| Nr   | Tytuł utworu                                               | Słowa i muzyka                                                                                                 | Produkcja                                 | Długość |
| ---- | ---------------------------------------------------------- | --- | ----------------------------------------- | ------- |
| 1.   | „Magic Shop”                                               | Jungkook, Hiss noise, RM, DJ Swivel, Candace Nicole Sosa, ADORA, J-Hope, Suga                                  | Jungkook, Hiss noise, ADORA               | 4:36    |
| 2.   | „Best of Me”                                               | Andrew Taggart, Pdogg, Ray Michael Djan Jr, Ashton Foster, Sam Klempner, RM, "hitman" bang Suga, J-Hope, ADORA | Andrew Taggart, Pdogg                     | 3:46    |
| 3.   | „Airplane pt. 2”                                           | Pdogg, RM, Ali Tamposi, Liza Owens, Roman Campolo, "hitman" bang, Suga, J-Hope                                 | Pdogg                                     | 3:39    |
| 4.   | „Gominboda Go” (kor. 고민보다 Go, ang. Go Go)              | Pdogg, "hitman" bang, Supreme Boi                                                                              | Pdogg                                     | 3:55    |
| 5.   | „Anpanman”                                                 | Pdogg, Supreme Boi, "hitman" bang, RM, Suga, Jinbo                                                             | Pdogg                                     | 3:54    |
| 6.   | „MIC Drop”                                                 | Pdogg, Supreme Boi, "hitman" bang, J-Hope, RM                                                                  | Pdogg                                     | 3:57    |
| 7.   | „DNA” (Pedal 2 LA Mix)                                     | "hitman" bang, DOCSKIM, Khan, Slow Rabbit                                                                      | "hitman" bang, DOCSKIM, Khan, Slow Rabbit | 4:07    |
| 8.   | „Fake Love” (Rocking Vibe Mix)                             | Pdogg, "hitman" bang, RM                                                                                       | Slow Rabbit                               | 3:58    |
| 9.   | „MIC Drop” (Steve Aoki Remix) (Full Length Edition)        | "hitman" bang, J-Hope, Pdogg, RM, Supreme Boi                                                                  | Steve Aoki                                | 5:08    |
| 10.  | „Idol” (featuring Nicki Minaj) (bonus track; digital only) | "hitman" bang, Ali Tamposi, Onika Maraj, Pdogg, RM, Roman Campolo, Supreme Boi                                 | Pdogg                                     | 4:20    |

## Notowania
| Lista                          | Najwyższa pozycja |
| ------------------------------ | ----------------- |
| ARIA Charts                    | 9                 |
| Ultratop 200 Albums (Flandria) | 9                 |
| Ultratop 200 Albums (Walonia)  | 24                |
| MegaCharts                     | 5                 |
| Suomen virallinen lista        | 6                 |
| Offizielle Top 100             | 23                |
| Albums Chart (IRMA)            | 15                |
| FIMI                           | 18                |
| New Zealand Albums (RMNZ)      | 11                |
| Scottish Albums (OCC)          | 14                |
| Gaon Weekly Album Chart        | 1                 |
| Oricon Weekly Album Chart      | 1                 |
| Sverigetopplistan              | 20                |
| UK Albums (OCC)                | 14                |
| Billboard 200                  | 1                 |
| Five Music (Tajwan)            | 1                 |

## Sprzedaż
| Kraj                     | Sprzedaż   | Certyfikat      |
| ------------------------ | ---------- | --------------- |
| Japonia (Oricon, RIAJ)   | 202 892+   | złota płyta     |
| Korea Południowa (Gaon)  | 2 561 378+ | 2x Million      |
| Nowa Zelandia (RMNZ)     | 7500+      | złota płyta     |
| Polska (ZPAV)            | 10 000+    | złota płyta     |
| Wielka Brytania (BPI)    | 60 000+    | srebrna płyta   |
| Stany Zjednoczone (RIAA) | 1 000 000+ | platynowa płyta |